# نادي التجارة
نادي التجارة الرياضي هو فريق كرة قدم عراقي مقره في بغداد، يلعب في الدوري العراقي الدرجة الثانية.

## التأسيس
تأسس نادي التجارة عام 1974 تحت اسم نادي الاقتصاد بعد أن أدخل الاتحاد العراقي نظام الأندية إلى كرة القدم العراقية. نادي الاقتصاد ضم فرق وزارة الاقتصاد وابرزها فريق الاورزدي باك وفريق الإعاشة.